# Zanclognatha
Genre
Zanclognatha est un genre de lépidoptères (papillons) de la famille des Erebidae (ou des Noctuidae selon les classifications), de la sous-famille des Herminiinae.

## Espèces rencontrées en Europe
- Zanclognatha lunalis (Scopoli 1763)
- Zanclognatha tarsipennalis Treitschke, 1835 syn. Herminia tarsipennalis (Treitschke, 1835) - Herminie de la vigne-blanche
- Zanclognatha zelleralis (Wocke 1850)

## Espèces
- Zanclognatha atrilineella (Grote, 1873)
- Zanclognatha cruralis (Guenée, 1854)
- Zanclognatha jacchusalis (Walker, 1859)
- Zanclognatha laevigata (Grote, 1872)
- Zanclognatha lituralis (Hübner, 1818)
- Zanclognatha lutalba (J. B. Smith, 1906)
  - Zanclognatha lutalba lutalba (J. B. Smith, 1906)
  - Zanclognatha lutalba bryanti Barnes, 1928
- Zanclognatha marcidilinea (Walker, 1859)
- Zanclognatha martha Barnes, 1928
- Zanclognatha minoralis J. B. Smith, 1895
- Zanclognatha obscuripennis (Grote, 1872)
- Zanclognatha pedipilalis (Guenée, 1854)
- Zanclognatha protumnusalis (Walker, 1859)
- Zanclognatha tarsipennalis (Treitschke, 1835)
- Zanclognatha theralis (Walker, 1859) (syn. Zanclognatha deceptricalis Zeller, 1873, Zanclognatha gypsalis (Grote, 1880), Zanclognatha inconspicualis (Grote, 1883))